# Skålört

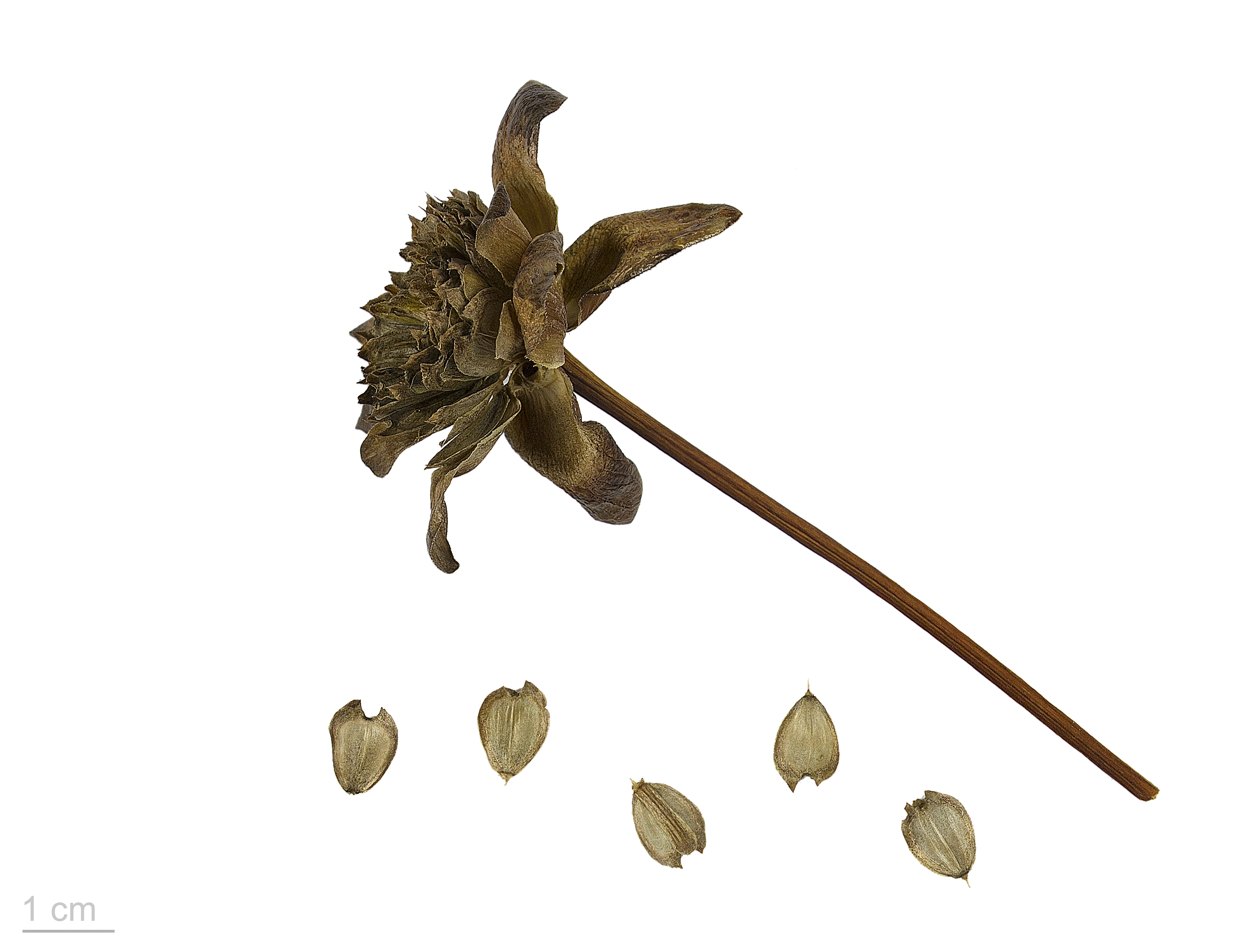
Silphium perfoliatum

Skålört (Silphium perfoliatum) är en växtart i familjen korgblommiga växter från östra Nordamerika. Skålört odlas som trädgårdsväxt i Sverige.
Flerårig storväxt ört som kan bli upp till två meter hög. Stjälkarna är fyrkantiga, släta, till håriga eller sträva. Bladen bildar rosetter vid basen, stjälkbladen är motsatta eller i sällsynta fall, tre kransställda, lansettlika eller äggrunda, 2–41 × 0.5–24 cm med mer eller mindre tvät avhuggen bladbas och spetsig spets. De är sträva eller något håriga, enkla och helbräddade, tandade eller dubbeltandade.
Blomkorgarna har holkfjäll i 2-3 serier, de yttre trycker sig mot korgen. Strålblommorna är 17-35 medan diskblommorna är 80-200, båda gula.
Två varieteter kan urskiljas:
- var. connatum - stjälkarna är kala eller något sträva, korgskaften kala. Endast östra USA.
- var. perfoliatum - stjälkar kala, håriga eller sträva. Korgskaften är sträva eller håriga.

## Synonymer
var. perfoliatum
Silphium conjunctum Willdenow
Silphium erythrocaulon Bernh. ex Spreng.
Silphium hornemannii Schrad. ex DC.
Silphium perfoliatum f. hornemannii (Schrad. ex DC.) Voss
Silphium perfoliatum f. petiolatum E.J.Palmer & Steyerm.
Silphium perfoliatum var. conjunctum (Willd.) Pursh
Silphium petiolatum Poir.
Silphium quadrangulum Hedw.
Silphium scabrum Moench
Silphium tetragonum Moench
var. connatum (L.) A.Cronquist
Silphium connatum L.
Silphium perfoliatum subsp. connatum (L.) Cruden